# فوتون تونلند
فوتون تونلند (به انگلیسی: Foton Tunland) وانتی است که از سال ۲۰۱۱ در بازارهای کشورهای چین، ایران، استرالیا، کلمبیا و کشورهای نوظهور عرضه می‌شود.

## آمار فروش
| سال  | تایلند |
| ---- | ------ |
| ۲۰۱۸ | ۶۲     |
| ۲۰۱۹ | ۳۹     |

## نگارخانه
- فوتون تونلند ئی۳، نمای جلو
- فوتون تونلند ئی۵، نمای جلو
- فوتون تونلند ئی۵، نمای عقب
- فوتون تونلند اف‌تی-۵۰۰ در شیلی